# Carepalxis salobrensis
Carepalxis salobrensis là một loài nhện trong họ Araneidae.
Loài này thuộc chi Carepalxis. Carepalxis salobrensis được Eugène Simon miêu tả năm 1895.